# Бібліотека Шейдів

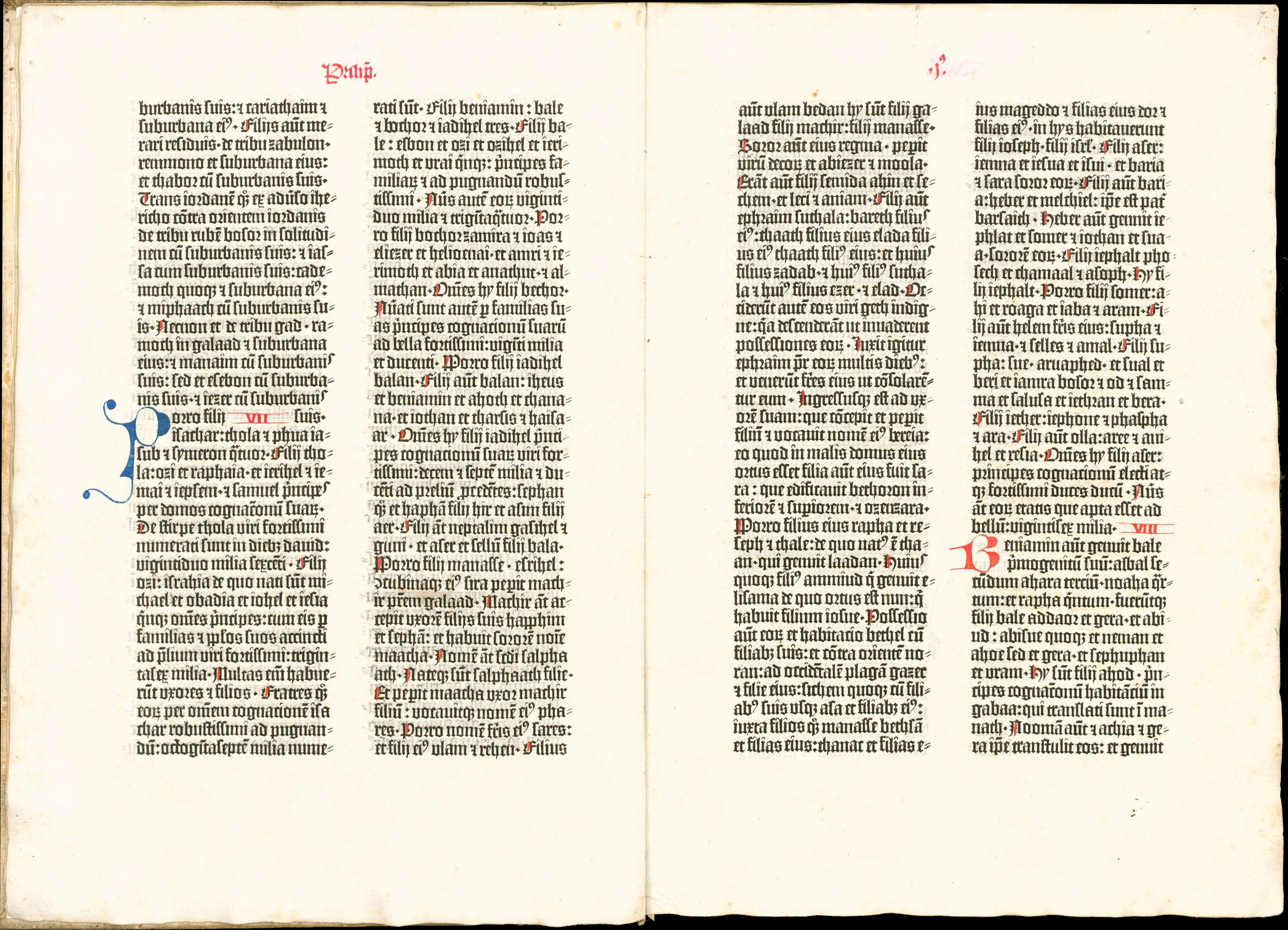
Розворот із 36-рядкової Біблії.

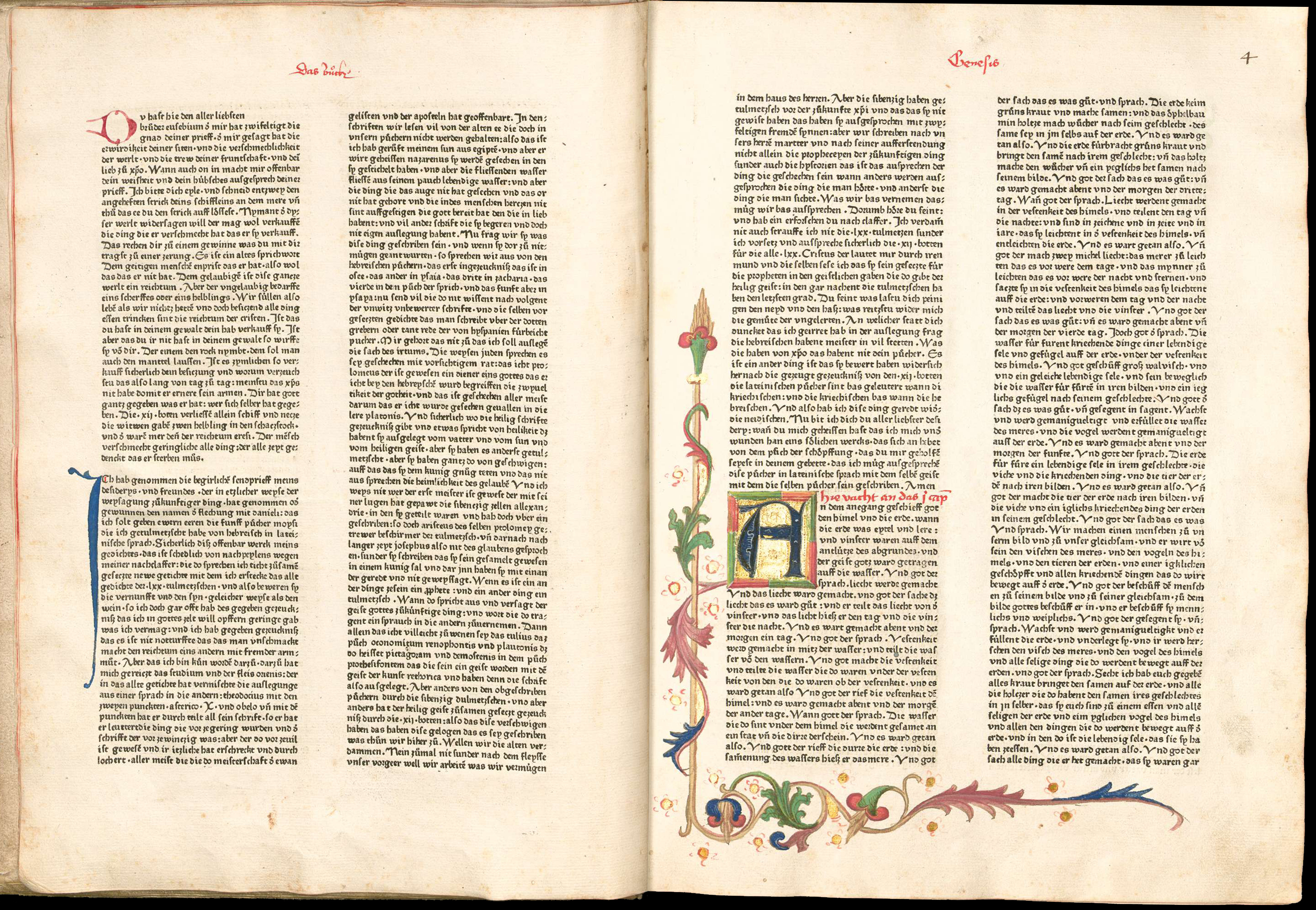
Розворот з Біблії Ментеліна.

Бібліотека Шейдів (англ. Scheide Library) — колишня приватна бібліотека, що зберігається у відділі рідкісних книг та спеціальних колекцій бібліотеки Принстонського університету (м. Принстон, штат Нью-Джерсі, США). Вважається найкращою приватною колекцією рідкісних книг і рукописів у Західній півкулі та єдиною бібліотека за межами Європи, де зібрано всі чотири першодруки біблії.

## Історія формування
Бібліотеку було зібрано трьома поколіннями колекціонерів: Вільямом Т. Шейдом (англ. William T. Scheide), його сином — Джоном Г. Шейдом (англ. John H. Scheide), та онуком — Вільямом Г. Шейдом (англ. William H. Scheide).
- Вільям Тейлор Шейд (1847—1907), інженер, партнер Джона Д. Рокфеллера в «Пенсильванських нафтових родовищах», в 1880—1889 роках генеральний менеджер «Єдиної трубопровідної компанії» (підрозділ «Стандарт Ойл»). Перше значне книжкове видання він придбав 1865 року, це бла книга Майкла Фарадея «Курс із шести лекцій хімічної історії свічок». У 1889 році здійснив подорож до Європи, звідки привіз велику кількість старовинних книг та документів.
- Джон Гінсдейл Шейд (1875—1942), випускник Принстонського університету (1896, бакалавр), внаслідок захворювання на туберкульоз не займався бізнесом і присвятив себе колекціонуванню рідкісних книг і рукописів.
- Вільям Герд Шейд (1914—2014), випускник Принстонського університету (1936, бакалавр), 1940 року отримав магістерський ступінь з музикознавства у Колумбійському університеті. Тривалий час викладав музику в Колумбійському університеті. У 1959 році перемістив родинну бібліотеку на зберігання до відділу рідкісних книг та спеціальних колекцій бібліотеки Принстонського університету. Заповів бібліотеку Принстонському університету.

## Колекція
У бібліотеці Шейдів 7935 одиниць зберігання, зокрема:
- 4 першодруки Біблії: Біблія Гутенберга або 42-рядкова Біблія (перша половина 1450 р.); 36-рядкова Біблія (близько 1458—1461 рр.); Біблія (1462); Біблія Ментеліна (1466);
- 150 інкунабул (першодруків, виданих до 1501 року);
- рукописи Авраама Лінкольна, Йоганна Баха та Людвіга ван Бетховена;
- копії Декларації незалежності США;
- перші видання Вільяма Шекспіра та Джона Мілтона;
- колекція італійських нотаріальних документів XIII—XVII століть (заповіти, пожертвування, орендні та господарські договори та інші юридичні документи): понад 500 документів із Віченци; близько 500 з Фабріано; понад 500 з Бергамо, Тірано та Караваджо та понад 2,5 тис. документів з Феррари, Флоренції, Венеції, Верони та багатьох інших північних італійських міст;
- частина архіву бенедиктинського монастиря, розташованого неподалік міста Фабріано, адміністративного центру провінції Анкона, що відноситься до XI — початку XV століть.
- понад 2,5 тис. документів французькою мовою, більша частина яких відноситься до документів родини д'Оліве з Тулузи і датована XVI—XVIII століттями;
- документи англійською мовою, переважно з колекції англійського бібліофіла сера Томаса Філіппса.